# Guaduella marantifolia
Guaduella marantifolia är en gräsart som beskrevs av Adrien René Franchet. Guaduella marantifolia ingår i släktet Guaduella och familjen gräs. Inga underarter finns listade i Catalogue of Life.